# Narcissus × taitii
Narcissus × taitii là một loài thực vật có hoa lai ghép trong họ Amaryllidaceae. Loài này được Henriq. mô tả khoa học đầu tiên năm 1887.